# Diva (personnalité)
Pour les articles homonymes, voir Diva.

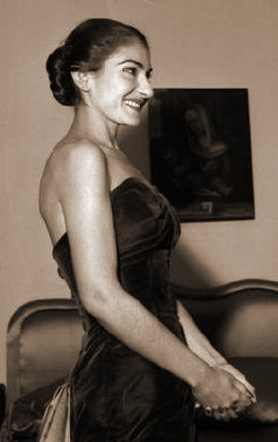
Maria Callas en 1957, surnommée la la diva assoluta.

Une diva (pluriel courant « divas », pluriel savant « dive ») est le mot latin qui désigne une déesse. Il a souvent été utilisé pour désigner une femme célèbre au talent exceptionnel dans le monde de l'opéra, du théâtre, du cinéma, de la mode et de la musique pop. S'il s'agit d'une actrice, le sens de diva est étroitement lié à celui de Prima donna (litt. « première dame »). Diva peut également désigner une personne, en particulier dans le monde du spectacle, qui a la réputation d'être capricieuse ou exigeante.
Son pendant masculin est le divo, terme principalement utilisé pour des ténors célèbres comme Enrico Caruso ou Beniamino Gigli, mais également pour des personnalités politiques comme Giulio Andreotti. 

## Caractéristiques
Le mot était utilisé à l'origine pour les grandes chanteuses d'opéra, presque toujours soprano, comme Maria Callas, possédant un magnétisme sur scène hors du commun. Les caractéristiques techniques sont généralement une voix puissante et bien projetée. Le timbre d'une diva est soit d'une grande beauté (Montserrat Caballé), soit fascinant et très expressif (Maria Callas). Le répertoire de prédilection est souvent le bel canto tardif (Rossini) et romantique (Bellini, Donizetti) car les partitions permettent de briller de par la virtuosité requise et la liberté d'improvisation laissée à l'interprète, tout en offrant des moments élégiaques de toute beauté. Propices à provoquer la fascination du public sont les rôles imposants de par leur nature historique (de grandes reines telles qu'Élisabeth Ire d’Angleterre) et leur destin tragique (héroïnes issues de romans telles que Lucia di Lammermoor).

## Histoire
Jusqu'au XVIIIe siècle, le castrat, aussi appelé « divo », supplantait la prima donna dans le cœur du public. La figure de la diva domine le XIXe siècle. À partir de la seconde moitié de ce siècle, c'est le ténor qui s'impose comme interprète principal des œuvres lyriques. À la fin du XIXe siècle, le terme de diva se francise et s’étend au théâtre : Sarah Bernhardt est surnommée « la Divine », tant pour son talent que pour sa beauté. Le terme commence à se recouper avec celui de « vedette » et à être remplacé par ce dernier.
Au début du XXe siècle, le terme change d'acception et dénote des femmes artistes au charisme unique et dont la popularité est remarquable, y compris hors des frontières nationales : Emma Calvé, Mistinguett ou Cléo de Mérode. Dès le début du cinéma italien, le terme désigne les femmes vedettes, considérées comme des déesses par le public et qui furent l’objet d’un véritable culte,,. Après la Seconde Guerre mondiale, le développement du cinéma et l’apparition des actrices d’Hollywood au pouvoir grandissant portent ombrage aux cantatrices classiques, jusqu’à l’arrivée de Maria Callas, « la diva assoluta », qui s'impose avec une voix très puissante, d'une tessiture hors du commun mais également par un jeu scénique d'une grande intensité. Sa notoriété s'affirme grâce à sa firme discographique qui rend sa voix accessible à un large public.

## Connotation négative
Le terme « diva » est parfois associé à une connotation négative, au sens d'orgueil, lorsque des personnes, en raison d'une notoriété particulière, font savoir à leur entourage qu'elles sont ou sont supposées être à l'écart en se montrant « inaccessibles ». Le dictionnaire allemand Duden, qui utilise ce terme depuis 1887, mentionne comme autre signification « quelqu'un qui se fait remarquer par une sensibilité particulière, par des allures excentriques ou autres ». Le terme est parfois lié à un caprice et au mépris, voire au harcèlement de l'entourage personnel. Dans les reportages sportifs, le terme de diva capricieuse est généralement utilisé, surtout dans le football, en relation avec des sportifs ou des clubs (par exemple l'Eintracht Francfort) dont le jeu est soumis à des variations de qualité et à des « caprices » parfois importants et imprévisibles pour l'observateur extérieur. L'Opéra national du pays de Galles note que le terme est apparu au début du XIXe siècle après l'augmentation du nombre de femmes sopranos qui « sont presque devenues des déesses aux yeux de leur public ». Il note également que le mot a été utilisé par les médias pour désigner de nombreuses femmes artistes ou politiques plutôt que de simplement les estimer « ambitieuses » ou « affirmées » comme ils le font pour leurs homologues masculins.

## Période contemporaine
Quelques sopranos qui sont souvent considérées comme étant des divas :
- Isabella Colbran (1785 - 1845)
- Adelina Patti (1843 - 1919)
- Rosa Ponselle (1897 - 1981)
- Maria Malibran (1808 - 1836)
- Renata Tebaldi (1922 - 2004)
- Maria Callas (1923 - 1977)
- Joan Sutherland (1926 - 2010)
- Montserrat Caballé (1933 - 2018)
- Kiri Te Kanawa (1944 - )
- Jessye Norman (1945 - 2019)
- Edita Gruberova (1946 - )
- Dame Felicity Lott (1947 - )
- Barbara Hendricks (1948 - )
- Sumi Jo (1962 - )
- Natalie Dessay (1965 - )
- Cecilia Bartoli (1966 - )
- Anna Netrebko (1971 - )

Certaines chanteuses orientales sont considérées comme des divas dans le monde arabe et ailleurs :
- Oum Koulthoum
- Feyrouz
- Magida el-Roumi
- Warda Al Jazairia
- Amina Fakhet
- Dhikra Mohamed

Et une diva turque : 
- Bülent Ersoy

Certaines chanteuses pop, actrices ou autres vedettes internationales sont également ainsi dénommés :
- Mylène Farmer[9]
- Monica Bellucci[10]
- Mariah Carey[11]
- Céline Dion[12]
- Nina Hagen[13]
- Shakira[14]
- Madonna[15]
- Monica Vitti[16]

Quelques divas de fiction :
- la Castafiore, personnage de Tintin
- Ulrika Von Glott incarnée sur scène par Marianne James
- La diva Plavalaguna, cantatrice du film Le Cinquième Élément de Luc Besson
- Solange Gallinato, diva du roman Couleurs de l'Incendie de Pierre Lemaitre
- Miss Badessa, première diva dragmatica, entendue sur les scènes parisiennes[17], romaines et montréalaises